# Borghi
Borghi (romanyol nyelven I Béurch, I Béurgh, I Burch vagy I Burgh) település Olaszországban, Emilia-Romagna régióban, Forlì-Cesena megyében. Lakosainak száma 2871 fő (2023. január 1.). Borghi Longiano, Poggio Torriana, Roncofreddo, Santarcangelo di Romagna és Sogliano al Rubicone községekkel határos.

## Népesség
A település népességének változása:
| Lakosok száma | 2834 | 2857 | 2871 |
|               | 2017 | 2018 | 2023 |